# Jaśkowice (Opole)
Pour les articles homonymes, voir Jaśkowice.
Jaśkowice est une localité polonaise du gmina de Prószków dans la voïvodie et le powiat d'Opole.